# Ludovic
Ludovic är en animerad kanadensisk dockserie för barn. I Sverige har Ludovic sänts på Barnkanalen sedan 2008. Programmet har även visats på TV4 och Kanal 5.

## Handling
Björnen Ludovic är en liten björn som lever i den fiktiva staden Björnestad tillsammans med sin familj och Ankan Walla samt leksakerna Herr Robot, Farbror Grodis och Farbror Nasse. Ludovic har även några vänner som heter Violet (uttalas "Vajlet"), George och Bevarad. Ankan Walla har en märklig utformning och brukar "kvacka" högt ibland när det behövs något med en gång. Björnen Ludovic brukar uttala "Walla" på olika sätt, till exempel "WOOALLA" eller "WELLÖ".